# Зречення Миколи II

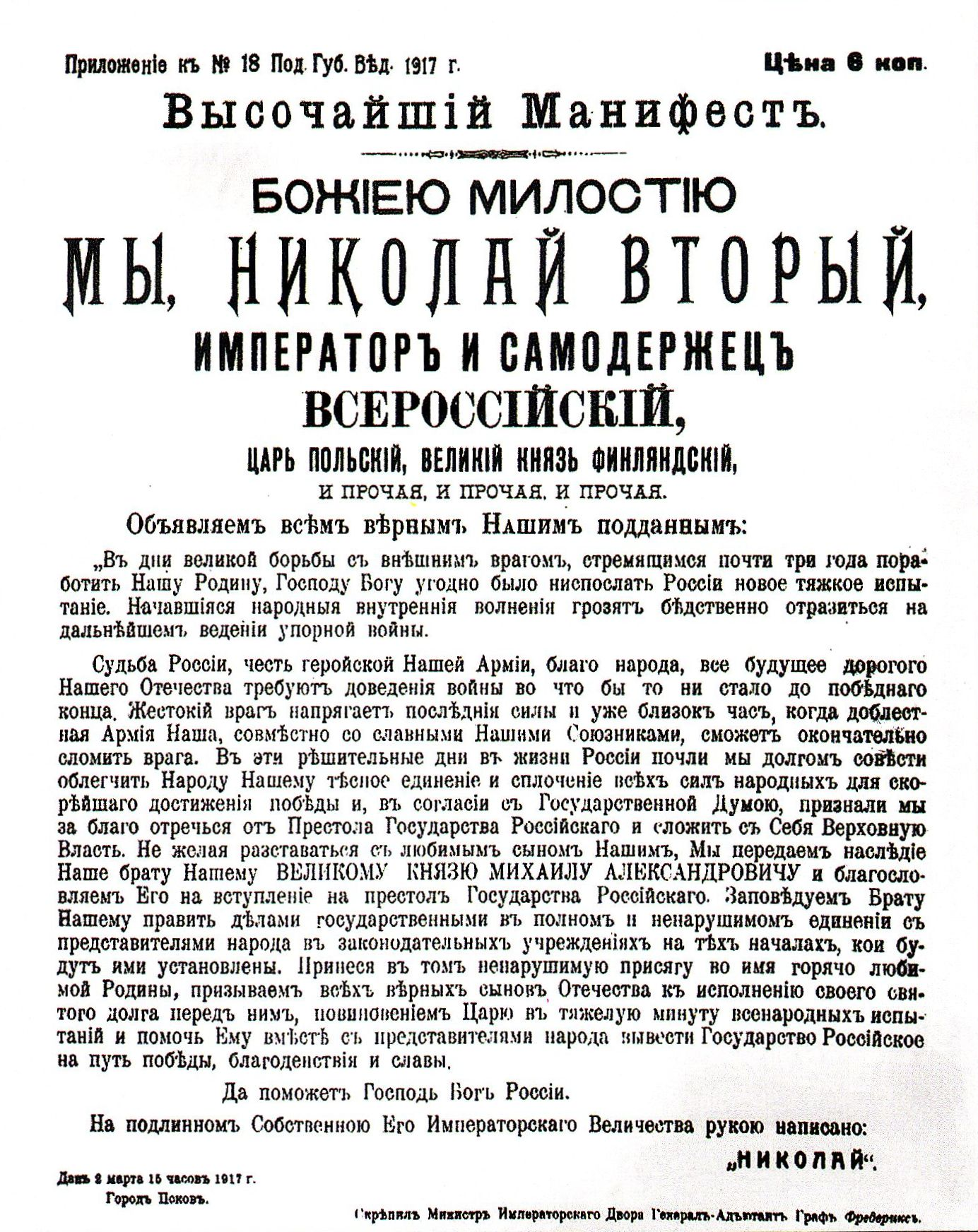
Маніфест про зречення престолу

Зречення престолу імператора Миколи II — зречення престолу Російської Імперії російського імператора Миколи II, що відбулося 3 березня 1917 року в місті Псков.

## Передумови зречення
Проведення ряду економічних реформ з 1906 року та тяжкі наслідки Першої світової війни спонукали загальному невдоволенню населення Російської імперії. 
Зречення Миколи II стало можливим після змови царської еліти, яка хотіла замінити Миколу II Олексієм та лівих революціонерів. За планом змовників, імператора мали заарештувати під час його поїздки Російською імперією потягом, та змусити зректися престолу.

## Хронологія подій
- 22 лютого 1917 року імператор Микола II о другій годині дня потягом від'їжджає з Царського Села.
- 24 лютого 1917 року Микола II отримує телеграму про масові заворушення та страйки в Петрограді.
- 26 лютого 1917 року міністр внутрішніх справ Прототопов наказує арештувати сотню активістів лівих партій, в тому числі й сестру Володимира Леніна А. І. Ульянову-Єлизарову.
- 27 лютого 1917 року почався військовий заколот. Повстала команда запасного батальйону лейб-гвардії Волинського полку в чисельності 600 осіб на чолі зі фельдфебелем Т. І. Кирпичниковим. Військові захопили в'язниці «Хрести», Литовський замок, слідча в'язниця — Будинок попереднього ув'язнення на Шпалерній вулиці, 25, — випущені всі в'язні, в тому числі кримінальні злочинці. В Петрограді почалися вбивства поліціянтів і городових, грабежі та мародерства. Початок Лютневої революції.
- 28 лютого 1917 року о 5 годині ранку Микола II відправляється зі Ставки до Царського Села. Група військових на чолі з комісаром Тимчасового комітету Державної Думи Олександром Олександровичем Бубліковим займають Міністерство шляхів сполучення, арештовують міністра та через телеграфний зв'язок сповіщають всіх начальників залізничних станцій про те, що влада перейшла до Державної Думи. О 15:00 годині Микола II отримує телеграму Бєляєва про остаточну поразку лояльних військ в Петрограді.
- 1 березня 1917 року, в ніч на 1 березня Микола II отримує інформацію про наказ затримати його поїзд. У Бологому отримана телеграма революційного коменданта Миколаївського вокзалу в Петрограді поручика Грекова, який наказав залізничникам повернути поїзд імператора з Царського Села на Петроград. О 4:50 годині Микола II наказує змінити курс назад до Пскова. О 19:05 поїзд прибуває до Пскова. Цього ж дня Тимчасовий комітет отримав визнання Великої Британії та Франції, що в тодішніх умовах означало міжнародну легітимність.[1]
- 2 березня 1917 року Микола II приймає рішення про зречення. Він підписав Маніфест про зречення та указ про призначення князя Георгія Львова головою Ради міністрів.

### Маніфест про зречення
|                                                 | У дні великої боротьби із зовнішнім ворогом, що прагне майже три роки поневолити нашу Батьківщину, Господу Богу завгодно було послати Росії нове тяжке випробування. Внутрішні народні хвилювання, що почалися, загрожують тяжко відбитися на подальшому веденні наполегливої війни. Доля Росії, честь геройської нашої армії, благо народу, все майбутнє дорогої нашої Вітчизни вимагають доведення війни у що б то не стало до переможного кінця. Жорстокий ворог напружує останні сили, і вже близька година, коли доблесна армія наша спільно зі славними нашими союзниками зможе остаточно зломити ворога. У ці рішучі дні в житті Росії відчули ми боргом совісті полегшити народу нашому тісне єднання і згуртування всіх народних сил для якнайшвидшого досягнення перемоги і в згоді з Державною Думою визнали ми за благо зректися Престолу Держави Російської і скласти з себе Верховну владу. Не бажаючи розлучитися з улюбленим Сином нашим, ми передаємо нашу спадщину Братові нашому Великому Князю Михайлу Олександровичу і благословляємо Його на вступ на Престол Російської Держави. Заповідаємо Братові нашому правити державними справами в повному і непорушному єднанні з представниками народу в законодавчих установах на тих засадах, які будуть ними встановлені, принісши в тому непорушну присягу. В ім'я гаряче улюбленої Батьківщини закликаємо всіх вірних синів Вітчизни до виконання свого святого обов'язку перед Нею покорою Цареві у важку хвилину всенародних випробувань і допомогти ЙОМУ разом з представниками народу вивести Державу Російську на шлях перемоги, добробуту і слави. Хай допоможе Господь Бог Росії. |
| — Микола, м. Псков 2 березня 15 год. 5 хв. 1917 | |

|                                                     | В дни великой борьбы с внешним врагом, стремящимся почти три года поработить нашу Родину, Господу Богу угодно было ниспослать России новое тяжкое испытание. Начавшиеся внутренние народные волнения грозят бедственно отразиться на дальнейшем ведении упорной войны. Судьба России, честь геройской нашей армии, благо народа, всё будущее дорогого нашего Отечества требуют доведения войны во что бы то ни стало до победного конца. Жестокий враг напрягает последние силы, и уже близок час, когда доблестная армия наша совместно со славными нашими союзниками сможет окончательно сломить врага. В эти решительные дни в жизни России почли мы долгом совести облегчить народу нашему тесное единение и сплочение всех сил народных для скорейшего достижения победы и в согласии с Государственной Думою признали мы за благо отречься от Престола Государства Российского и сложить с себя Верховную власть. Не желая расстаться с любимым Сыном нашим, мы передаем наследие наше Брату нашему Великому Князю Михаилу Александровичу и благословляем Его на вступление на Престол Государства Российского. Заповедуем Брату нашему править делами государственными в полном и ненарушимом единении с представителями народа в законодательных учреждениях на тех началах, кои будут ими установлены, принеся в том ненарушимую присягу. Во имя горячо любимой Родины призываем всех верных сынов Отечества к исполнению своего святого долга перед Ним повиновением Царю в тяжелую минуту всенародных испытаний и помочь ЕМУ вместе с представителями народа вывести Государство Российское на путь победы, благоденствия и славы. Да поможет Господь Бог России. |
| — Николай, г. Псков 2 марта, 15 час. 5 мин. 1917 г. | |

## Після зречення
Микола II зрікся престолу на користь свого сина Олексія при регентстві великого князя Михайла Олександровича. Але Михайло Олександрович в умовах тиску та можливих нових повстань підписав Акт про відмову від прийняття престолу Російської імперії Великого князя Михайла Олександровича. Після чого вся влада перейшла до Державної Думи на чолі з лівими силами, під їхній контроль перейшли й всі війська.

## Значення для України
Зречення Миколи II від престолу стало відправною точкою і для української революції. Вже 4 (17) березня 1917 року в Києві в приміщенні клубу «Родіна», що на вулиці Володимирській, представники політичних, громадських і професійних організацій оголосили про створення Центральної Ради. Головою УЦР було обрано Михайла Грушевського.